# Graue Energie

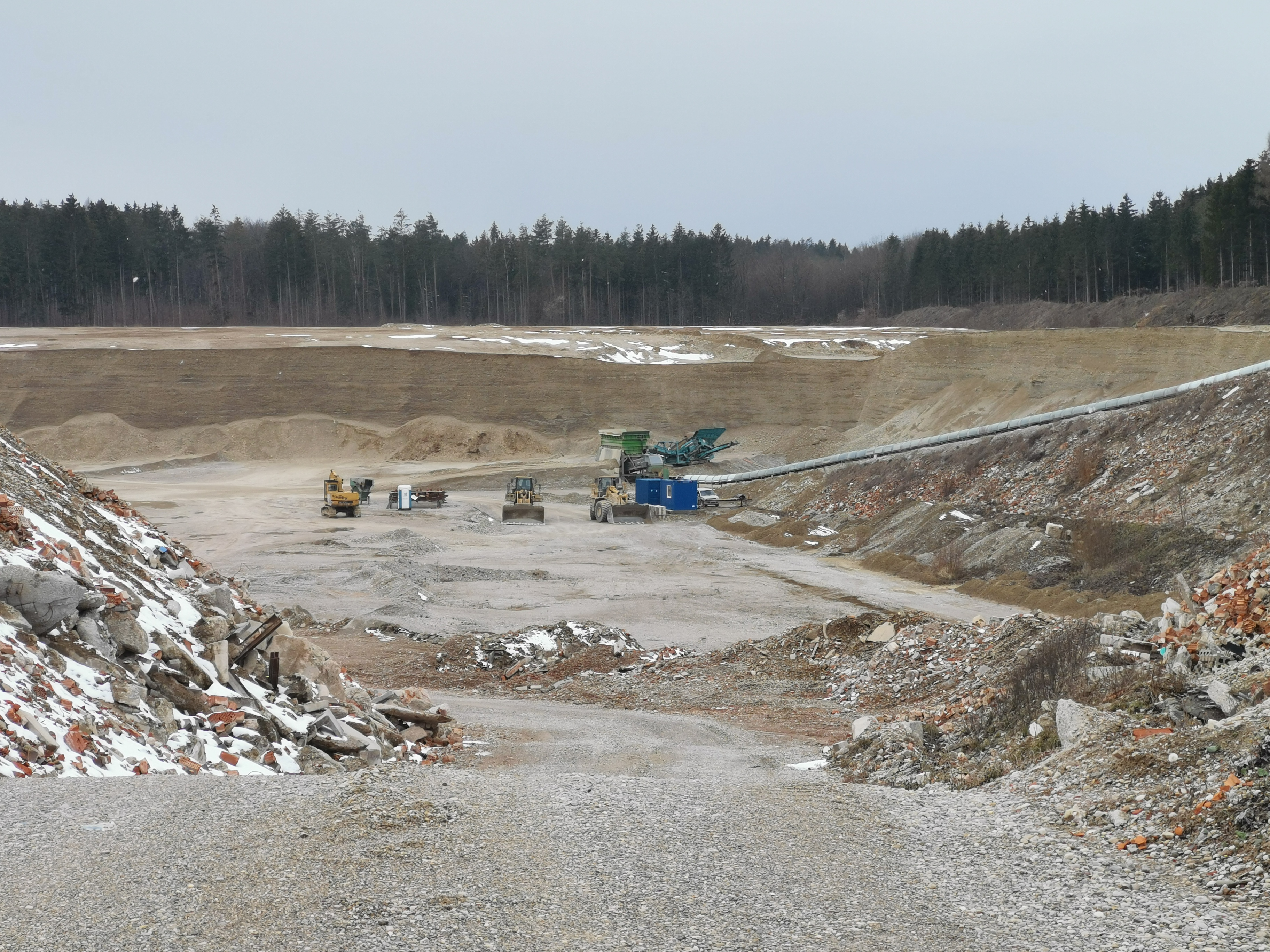
Graue Energie in Form von Bauschutt abgerissener Gebäude bei München in einer Deponie bzw. Kiesgrube

Die graue Energie eines Produkts bezeichnet die Energie, die für dessen Herstellung, Transport, Lagerung, Verkauf und Entsorgung insgesamt aufgewendet wurde, also in ihm „enthalten“ ist.
Berücksichtigt werden dabei sowohl alle Vorprodukte bis zur Rohstoffgewinnung, als auch der gesamte Energieeinsatz aller angewandten Produktionsprozesse. Wenn zur Herstellung Maschinen oder Infrastruktur-Einrichtungen notwendig sind, wird üblicherweise auch der anteilige Energiebedarf für deren Herstellung und Instandhaltung in die „graue Energie“ des Endprodukts mit einbezogen. Das „Produkt“ kann auch eine Dienstleistung sein.
Graue Energie ist somit der indirekte Energiebedarf durch Kauf eines Konsumguts im Gegensatz zum direkten Energiebedarf bei dessen Benutzung. Der kumulierte Energieaufwand (KEA) fasst diese Teilbereiche zusammen.

## Größenordnungen
Das Statistische Bundesamt Deutschlands errechnete, dass im Jahr 2003 die durchschnittliche Energieintensität aller Waren ohne Energiegüter 4,5 MJ/EUR betrug. D. h. im gesamtwirtschaftlichen Mittel verursacht jeder Euro, den ein Endverbraucher ausgibt, zirka eine Kilowattstunde (= 3,6 MJ) an grauer Energie (ausgenommen direkter Kauf von Energie).
Je nach Gütergruppe variiert die Energieintensität stark. Folgende Gruppen waren im Jahr 2003 laut Statistischem Bundesamt am meisten mit indirektem Energiebedarf belastet: Luftfahrt (25,7 MJ/EUR), sonstiger Verkehr (16,3 MJ/EUR) und chemische Erzeugnisse (11,8 MJ/EUR).

## Beispiele
- 1 kg Schokolade: 2,5 kWh[2]
- ein Paar Schuhe: 8 kWh[2]
- zwei Aluminiumdosen: „Tagesstrombedarf eines Vierpersonenhaushaltes“ (also ca. 10 kWh);[2] siehe auch: Aspekte der Ökobilanz bei der Aluminiumherstellung
- 500 Blatt Kopierpapier chlorfrei gebleicht: 41 kWh;[3]; siehe auch: Umweltaspekte und Recycling von Papier
- 500 Blatt Kopierpapier recyclet: 28 kWh[3]
- Tageszeitung (90 Seiten): 7,5 kWh[3]
- Herstellung eines Personal Computers: 3.000 kWh (plus 1,5 Tonnen Rohstoffe);[Anm. 1] siehe auch: Ressourcenverbrauch bei der Herstellung von Personalcomputern
- Weiße Ware: Je nach Gerät etwa ein Drittel bis Viertel des direkten Energiebedarfs über die Lebensdauer[Anm. 2]
- ein Automobil: „Strombedarf eines Durchschnittshaushalts für 10 Jahre“ (etwa 30.000 kWh);[2] siehe auch: Umwelt- und Gesundheitsaspekte bei der Herstellung und des Betriebs von Automobilen
- die Bereitstellung von einem Liter Diesel an der Zapfsäule (Well-to-Tank) erforderte bis zu 20 % Zusatzverbrauch von Brennstoff, hauptsächlich in der Raffinerie
- Die Herstellung von 6 Litern Diesel benötigt nach der endenergiebezogenen Analyse unter Einbeziehung der Bereitstellungsvorketten etwa 42 kWh, pro Liter etwa 7 kWh zusätzlich zum eigentlichen Heizwert von etwa 9,7 kWh/Liter. Dabei ist das KFZ noch nicht einen Meter gefahren. Mit dieser Energiemenge fährt ein modernes Elektroauto mindestens 200 km weit.[4]
- VW Golf A3 (Ottomotor): rund 18.000 kWh (12 % von 545 GJ)[Anm. 3]
- VW Golf A4 (TDI-Motor): rund 22.000 kWh (15 % von 545 GJ)[Anm. 3]
- Gebäude: Typische Werte für die Graue Energie in Gebäuden liegen zwischen 3000 und 4000 MJ je m² Geschossfläche.[5]

## Schwierigkeiten bei der Berechnung
Die Prozesskette ist bei den meisten Produkten komplex, sodass i. d. R. für die Berechnung der grauen Energie vereinfachende Annahmen getroffen werden müssen. Konkrete Zahlenangaben für den Gehalt an grauer Energie eines Produkts sind dementsprechend unsicher, je nach Quelle oder Berechnungsweise verschieden und häufig auch umstritten. Zudem ist der Begriff der grauen Energie nicht exakt definierbar, was sich u. a. im Auftreten von notwendigen Abgrenzungsproblemen äußert, wie beispielsweise:
- Ist es etwa sinnvoll, den Energiebedarf der Betriebskantine auf die (in diesem Betrieb erzeugten) Produkte umzulegen?
- Soll allen Produkten, die auf der Straße transportiert werden, auch ein Anteil am Energiebedarf der Krankenhäuser, in denen Verletzte nach Verkehrsunfällen behandelt werden, zugeordnet werden?
- Warum werden beispielsweise bei der Erdölförderung nur die zur Förderung aufgewendeten Energiemengen einbezogen, die Verluste durch Abfackelung der Begleitgase aber nur bei Umweltanalysen einbezogen?